# 三一國際大學
三一國際大學（Trinity International University，TIU）是位於美國伊利諾伊州迪爾菲爾德的一所私立大學。 下有一個文理學院、一個研究生院、一個神學院和一個法學院。 其中法學院坐落於加利福尼亞州的圣安娜，此外在佛羅里達州及芝加哥還有數個校區。2015年《美國新聞與世界報道》未曾發佈其排名。

## 外部連結
- 官方网站
- Official athletics website（页面存档备份，存于）